# ساندرا سميث
ساندرا سميث (بالإنجليزية: Sandra Smith)‏ هي ممثلة أمريكية، ولدت في 27 يونيو 1940 في الولايات المتحدة. من الجوائز التي نالتها جائزة المسرح العالمي سنة 1966.

## جوائز
- جائزة المسرح العالمي (1966)

## وصلات خارجية
- ساندرا سميث على موقع IMDb (الإنجليزية)
- ساندرا سميث على موقع قاعدة بيانات برودواي على الإنترنت (الإنجليزية)
- ساندرا سميث على موقع قاعدة بيانات الفيلم (الإنجليزية)